# Север-5
«Север-5» — воздушная высокоширотная экспедиция, проводившаяся в СССР в марте — мае 1950 года.

## Деятельность
Начальник экспедиции — А. А. Кузнецов.
Были осуществлены полёты с первичными посадками на дрейфующий лед и транспортные полеты на станцию «Северный полюс-2». 
В работах участвовали самолеты: Ли-2, Ил-12, Пе-8, Ту-4. Командиры: М. С. Агров, Б. С. Осипов, М. А. Титлов, П. П. Москаленко, Ф. П. Шатров, А. П. Штепенко, Г. К. Орлов, И. С. Котов, В. М. Перов, Н. Л. Сырокваша, М. М. Козлов, В. И. Масленников, И. П. Мазурук.

### Личный состав
1. М. Е. Острекин — заместитель начальника экспедиции, геофизик.
2. В. С. Павлов — океанолог.
3. А. А. Кириллов — океанолог.
4. К. А. Сычев — океанолог.
5. А. Л. Соколов — океанолог.
6. Б. С. Подъячев — океанолог.
7. А. Г. Дралкин — океанолог.
8. В. А. Ведерников — океанолог.
9. Н. И. Демьянов — океанолог.
10. А. Ф. Трешников — океанолог.
11. Г. А. Пономаренко — океанолог.
12. М. Х. Рубинчик — геолог.
13. Н. Е. Попков — океанолог.
14. В. И. Почтарев — океанолог.
15. П. Г. Лобза — гидрохимик.
16. С. Я. Ефимов — гидрохимик.
17. Л. Д. Прохоренко — гидрохимик.
18. З. И. Куретников — гидрохимик.
19. П. К. Сенько — геофизик.
20. Г. Д. Светлаев — геофизик.
21. В. П. Малышев — геофизик.
22. В. М. Дриацкий — геофизик.
23. Р. Г. Кокорин — геофизик.
24. В. М. Сокольников — ледоисследователь.
25. О. С. Логунов — ледоисследователь.
26. Н. А. Белов — геолог.
27. П. П. Кулагин — радист.